# John M. Stahl
Pour les articles homonymes, voir Stahl.
John M. Stahl est un réalisateur américain, né le 21 janvier 1886 à New York et mort le 12 janvier 1950 à Hollywood, d'une crise cardiaque. 
Il est surtout connu pour ses mélodrames : quatre nouvelles versions ont été tournées par d'autres réalisateurs, principalement (Douglas Sirk.

## Biographie
Selon Marcos Uzal, John M. Stahl est « un cinéaste de la discrétion et de la délicatesse ».

## Filmographie
- 1914 : A Boy and the Law
- 1917 : The Lincoln Cycle
- 1918 : Cœurs ennemis (Wives of Men)
- 1918 : Suspicion
- 1919 : L'Appel du cœur (Her Code of Honor)
- 1919 : Greater Than Love
- 1919 : The Woman Under Oath
- 1920 : Celle qu'on oublie (Women Men Forget)
- 1920 : La Proie (The Woman in His House)
- 1921 : L'Enfant du passé (Sowing the Wind)
- 1921 : Son enfant (The Child Thou Gavest Me)
- 1921 : Suspicious Wives
- 1922 : The Song of Life
- 1922 : One Clear Call
- 1923 : L'Automne de la vie (The Dangerous Age)
- 1923 : The Wanters
- 1924 : Ma femme et son mari (Why Men Leave Home)
- 1924 : Husbands and Lovers
- 1925 : Fine Clothes
- 1926 : Memory Lane (en)
- 1926 : The Gay Deceiver
- 1927 : Lovers?
- 1927 : Le Prince étudiant (The Student Prince in Old Heidelberg), coréalisateur : Ernst Lubitsch
- 1927 : In Old Kentucky
- 1928 : A Woman Against the World
- 1930 : A Lady Surrenders
- 1931 : Seed
- 1931 : Strictly Dishonorable
- 1932 : Histoire d'un amour (Back Street)
- 1933 : Une nuit seulement (Only Yesterday)
- 1934 : Images de la vie (Imitation of Life)
- 1935 : Le Secret magnifique (Magnificent Obsession)
- 1937 :  La Vie privée du tribun (Parnell)
- 1938 : Lettre d'introduction (Letter of Introduction)
- 1939 : Veillée d'amour (When Tomorrow Comes)
- 1941 : Une femme de trop (Our Wife)
- 1943 : Aventure en Libye (The Immortal sergeant)
- 1943 : Holy Matrimony
- 1944 : The Eve of St. Mark
- 1944 : Les Clés du royaume (The Keys of the Kingdom)
- 1945 : Péché mortel (Leave Her to Heaven)
- 1947 : La Fière Créole (The Foxes of Harrow)
- 1947 : Ambre (For ever Amber) (remplacé par Otto Preminger)
- 1948 : La Ville empoisonnée (The Walls of Jericho)
- 1948 : Father Was a Fullback
- 1949 : Toute la rue chante (Oh, You Beautiful Doll)